# Der Fall Bachmeier – Keine Zeit für Tränen
Der Fall Bachmeier – Keine Zeit für Tränen ist ein deutscher Spielfilm aus dem Jahre 1984.

## Handlung
Der Film behandelt den Kriminalfall um Marianne Bachmeier, die 1981 den mutmaßlichen Mörder ihrer Tochter im Gerichtssaal erschoss. Die Namen der Personen wurden für den Film geändert. Marie Sellbach hat kein einfaches Leben. Sie ist die alleinerziehende Mutter ihrer Tochter Julia. Sie leben in Hamburg und Marie Sellbach verdient ihren Lebensunterhalt mit einer Szenekneipe. Sie arbeitet deshalb bis tief in die Nacht und schläft anschließend in den Tag hinein. Ihre siebenjährige Tochter ist tagsüber auf sich allein gestellt. Marie ist sich ihrer problematischen Situation bewusst und möchte Julia zu Familie Germer in Pflege geben. Eines Tages verschläft Mutter Marie erneut und Julia macht sich auf den Weg zur Schule. An diesem Tag wird sie vergewaltigt und ermordet. Marie wird nicht nur durch ihre Selbstvorwürfe zu Boden gedrückt, auch die Außenwelt gibt ihr die Mitschuld aufgrund ihres Lebensstils. Der Täter wird gefasst und Marie entschließt sich im Gerichtssaal, den Mörder ihrer Tochter zu töten.

## Hintergrund
Der Fall Bachmeier war Anfang der 1980er Jahre einer der aufsehenerregendsten Kriminalfälle in der Bundesrepublik. Hark Bohm verfolgte monatelang den Prozess und setzte sich öffentlich für eine Begnadigung der Verurteilten ein. Als er sich entschloss, die Geschichte der Marianne Bachmeier zu verfilmen, verfolgte gleichzeitig auch Burkhard Driest dasselbe Projekt. Sein Film erschien fast gleichzeitig unter dem Titel Annas Mutter. Die Rolle der Marianne Bachmeier übernahm in seinem Film Gudrun Landgrebe.

## Kritiken
- Lexikon des internationalen Films: Der Film will um Verständnis werben für die Ausweglosigkeit der Tat, bringt sich dabei aber um Widersprüche und Zwischentöne und um die Problematisierung von Schuld und Sühne, Verletzung und Verzweiflung. Formal konventionell dokumentarspielhaft.[1]
- Wolfram Schütte schrieb am 9. Januar 1984 in der Frankfurter Rundschau, Bohms Darstellung verdichte sich „zur Gefühlswahrheit eines Melodrams, in dem sprachlose Momente mit dialogischen Szenen wechseln.“[2]

## Auszeichnungen
Marie Colbin wurde 1984 für ihre Darstellung mit dem Deutschen Filmpreis in Gold ausgezeichnet.